# Свети Георги (Горенци, XVIII век)
Вижте пояснителната страница за други значения на Свети Георги.
„Свети Георги“, наричана от местното население „Свети Ер“ (на гръцки: Αγίου Γεωργίου), е православна църква в югоизточната част на костурското село Горенци (Корисос), Егейска Македония, Гърция.
Храмът е в Костурската епархия.
Изграден е във втората половина на XVIII век – около 1770 година. В архитектурно отношение църквата първоначално е била трикорабна базилика с дървен покрив, покрит с керемиди, с изписани притвор, наос и светилище. Днес е запазена малка част от оригиналния изглед – светилището и част от наоса, около 2 метра. Запазени са четириколонен киворий (балдахин) на Светата трапеза, красив резбован иконостас с ценни икони, декоративен таван. В 1996 година параклисът и едноименната гробищна църква в селото са обявени за защитени паметници.
След появата на Екзархията и създаването на българска община в Горенци в 1897 година, църквата до Илинденското въстание от лятото на 1903 година е българска.
- Иконастасни икони от XVIII век
- „Света Екатерина“
- „Иисус Христос Светлина на света“
- „Свети Николай“
- Иконостасно табло